# Marie-Cornélie Falcon
Marie-Cornélie Falcon (Parigi, 28 gennaio 1814 – Parigi, 25 febbraio 1897) è stata un soprano francese.

## Biografia
Intraprende gli studi di canto al conservatorio di Parigi dal 1827 al 1832, anno in cui debutta con gran successo all'Opéra come Alice in Robert le diable di Meyerbeer.
Dotata di notevoli qualità vocali e di temperamento indomito, nel periodo 1832-37 s'impone in quel teatro come il principale soprano drammatico nel coevo repertorio francese. Tuttavia l'invincibile tendenza ad abusare delle doti naturali e la foga interpretativa le causano un precoce e irrimediabile declino vocale, portandola all'afonia.
Si ritira temporaneamente dalle scene, riapparendo negli anni seguenti in una serie di sfortunati concerti. La sua ultima apparizione pubblica risale al 1891, all'età di 77 anni, quando canta a una funzione commemorativa in onore di Meyerbeer.
È stata la prima interprete di opere di Halévy (Rachel nella Juive), Auber (Amélie in Gustave III ou Le bal masqué) e Meyerbeer (Valentine negli Huguenots), nelle quali ha imposto un nuovo tipo di soprano drammatico detto appunto soprano falcon, che conobbe grande fortuna nella produzione romantica: dotata di una voce di notevole volume e assai estesa (specialmente nel registro medio-grave), si impose infatti come interprete esuberante e penetrante grazie all'accento infuocato.

## Ruoli creati
- Amélie in Gustave III di Auber (1833)
- Morgiane in Ali Baba di Cherubini (1833)
- Rachel ne La Juive di Halévy (1835)
- Valentine ne Gli ugonotti (Les Huguenots) di Meyerbeer (1836)
- Il ruolo del titolo ne La Esmeralda di Bertin (1836)
- Leonor in Alessandro Stradella di Niedermeyer (1837)